# Ото Филип Кристоф фон Хунолщайн
Ото Филип Кристоф фон Хунолщайн (на немски: Otto Philipp Christoph Vogt von Hunolstein
Herr zu Sotern; * 16 януари 1615; † 1681, погребан в Нидерзьотерн) е благородник от рицарския род фогт фон Хунолщайн, господар на Зьотерн (днес в Нофелден) в северен Саарланд.
Той е син на фогт Йохан Адам фон Хунолщайн († 1636) и съпругата му Барбара Фелицитас Екбрехт фон Дюркхайм († сл. 1631), дъщеря на Куно Екбрехт фон Дюркхайм-Шьонек-Винщайн (ок. 1556 – пр. 1629) и Анна Ландшад фон Щайнах (1558 – 1596).
Фамилията фон Хунолщайн наследява през 1575 г. господството Зьотерн и построява дворец. „Линията Зьотерн“ на род „Фогт фон Хунолщайн“ измира през 1716 г. със син му Ернст Лудвиг фон Хунолщайн (1644 – 1716). Според завещание наследници стават от женската линия сродените фрайхерен (1764 г. графове) Екбрехт фон Дюркхайм, потомците на дъщеря му Магдалена Катарина (1641 – 1671).

## Фамилия
Ото Филип Кристоф фон Хунолщайн се жени на 15 юни 1638 г. в Страсбург за София Барбара фон Дегенфелд († 18 март 1645), дъщеря на Кристиан Вилхелм фон Дегенфелд и Анна Урсула фон Люцелбург. Те имат 4 деца:
- Анна София (* 6 ноември 1639; † 13 декември 1666), омъжена на 12 юни 1661 г. за Ханс Карл фон Валбрун († 1692)
- Магдалена Катарина (* 1641; † 23 февруари 1671), омъжена на 20 февруари 1662 г. за фрайхер Волф Фридрих Екбрехт фон Дюркхайм (* 1622; † ноември 1698), син на Ханс Волф Екбрехт фон Дюркхайм (1583/1584 - 1636) и Вероника фон Флекенщайн (1597 – 1661)
- Анна Елизабет (1642 – 1643)
- Ернст Лудвиг фон Хунолщайн (* 17 ноември 1644; † 3 септември 1716, погребан в Нидерзьотерн), господар на Зьотерн и Цюш, женен на 12 август 1678 г. във Вормс за Мария Сибила фон Геминген (* 2 септември 1653, Шпайер; † 8 юли 1716), дъщеря на Волф фон Геминген и Анна Маргарета фон Валбрун; бездетен

Ото Филип Кристоф фон Хунолщайн се жени втори път 1650 г. за Мария Маргарета фон Геминген (* 4 септември 1631, Хорнберг; † погребана на 13 септември 1691 във Волфскелен), дъщеря на Райнхард 'Учения' фон Геминген (1576 – 1635) и Розина Мария фон Хелмщат († 1645). Бракът е бездетен.